# United States Geological Survey
United States Geological Survey (USGS) – amerykańska agencja naukowo-badawcza, założona 3 marca 1879 roku, zajmująca się problemami z zakresu czterech dyscyplin nauk o Ziemi: biologii, geografii, geologii i hydrologii. Najważniejsze badania prowadzone w niej dotyczą przemian krajobrazu Stanów Zjednoczonych, rozmieszczenia bogactw naturalnych oraz ryzyka wystąpienia zagrożeń naturalnych.
Agencja powstała z inicjatywy Kongresu Stanów Zjednoczonych na potrzeby inwentaryzacji zasobów zdobytych po zakupie Luizjany (1803) i wojnie amerykańsko-meksykańskiej (1846–1848). USGS wchodzi w skład Departamentu Zasobów Wewnętrznych Stanów Zjednoczonych (United States Department of the Interior). Główna siedziba agencji znajduje się w Reston (Wirginia), a dwa główne oddziały w Denver (Kolorado) i Menlo Park (Kalifornia). W USGS zatrudnionych jest ok. 9 tys. osób.